# Convento de San Francisco (Cañete la Real)
El convento de San Francisco es un convento del municipio de Cañete la Real, en la provincia de Málaga, España. Su nombre popular es La Cartuja.
El convento fue fundado en 1624, por solicitud de la misma villa que dio posesión a los franciscanos de unas casas propiedad del duque de Alcalá, a la sazón, Fernando Enríquez de Ribera y Girón, mientras se construía un edificio más adecuado no lejos de aquel lugar.
Tomó posesión fray Diego de la Cruz el 29 de enero de 1624 y meses más tarde, el 16 de mayo de ese mismo año, el arzobispo de Sevilla Luis Fernández de Córdoba dio licencia para su traslado al nuevo emplazamiento según consta en el Diccionario Geográfico de España de Tomás López, obra de recopilación realizada en 1871 y que se conserva en la Sección de Manuscritos de la Biblioteca Nacional.
El convento contaba con dos cuerpo perfectamente diferenciados, la iglesia de principios de siglo XVII, realizada en ladrillo y mampostería y adosado a esta un pequeño claustro de planta cuadrada que dejó de existir en la década de los setenta de la presente centuria.
La iglesia tiene planta de cruz latina y se cubre la nave con bóveda de medio cañón con arcos fajones y lunetos, alzándose a los pies una tribuna a coro alto sobre arco muy rebajado. En el crucero se levantan unas pechinas que contienen los escudos de armas de la vlla rodeados de tornapuntas y acantos. Esta decoración de acantos invade igualmente la cubierta del presbiterio y desciende por las pilastras que enmarcan el muro recto de la cabecera, constatando con la sencillez casi clásica del entablamento cuyo único motivo ornamental es un filete denticulado bajo la cornisa. En el lado del Evangelio se abre una capilla cuadrada, con bóveda semiesférica sobre anillo con voluminosos tacos, los segmentos en que la dividen amplios nervios se decoran con pinturas de angelillos músicos de tipo rococó del siglo XVIII, este elemento guarda un enorme paralelismo con los existentes en la iglesia parroquial de Alpandeire. Frente a ella hay otra capilla cuyo arco de acceso presenta en su intradós el mismo tipo de pinturas en formas vegetales y rocallas que rematan en placas recortadas, motivo que también se encuentra en la entrada.
El interior de esta iglesia puede fecharse en la primera mitad del siglo XVII correspondiendo a esta etapa la decoración del crucero por su corte más duro de resabios manieristas. La decoración de la capilla mayor, por el contrario, responde al tipo que se realiza a finales del siglo XVII y comienzos del XVIII, estando relacionado con el taller que realizó las del camarín de la iglesia de la Victoria de Málaga y tantas obras en la provincia, mientras que las pinturas parecen corresponder a fines del siglo XVIII.
El exterior, obra mixta de mampostería y ladrillo, presenta su fachada enmarcada por contrafuertes y coronoda por una esbelta espadaña. En ella se abre una sencilla portada adintelada coronada por frontón triangular rematado por pirámides y abierto en el centro para cobijar una caja moldurada en forma de arco de herradura, sobre columnillas acanaladas con capitel de piña, que encierra una cruz de la que cuelga una esquemática guirnalda.
Este detalle del arco de herradura rompiendo el vértice del frontón contrasta con la sencillez de la portada y parece como si hubiese sido realizada con posterioridad. Esta caja moldurada ha desaparecido recientemente.
Recuerda la fachada del convento de la Trinidad de las agustinas descalzas de Carmona, otra de 1718-48, de la misma forma que mantiene cierta analogía con la de las Capuchinas de Sevilla, pudiendo responder a una reforma posterior que coincidiría con la decoración pictórica del interior.
Adosado a esta iglesia existía un pequeño claustro de forma cuadrangular, con tres arcos en cada lado. El piso bajo tenía arcos de medio punto sobre pilastras de esquinas matadas y en las enjuntas cartelas triangulares. En el superior los vanos eran adintelados enmarcados en moldura resaltada que se alzaba en la clave para soportar el alero. El claustro era obra de mediados del siglo XVIII, coevo con la iglesia que hoy se trata de recuperar. Este último edificio mantiene un buen estado de conservación tanto en estructura como en decoración, lo que facilitaría su utilización para fines culturales.
El convento estaba formado por 18 a 20 religiosos de la orden de los franciscanos, que se mantenían de las rentas y de las limosnas del pueblo. Tenían un huerto llamado hoy en día patio de los Frailes.